# Ministère de la Santé et de la Protection sociale (Maroc)
Pour les articles homonymes, voir Ministère de la Santé.
Le Ministère de la Santé et de la Protection sociale est le département ministériel marocain responsable de toutes les politiques publiques (formation, statistiques, législation, prévention, coopération) en matière de santé au sein du Royaume. 
Son siège est situé dans le quartier Hassan de Rabat. 
L'actuel ministre de la Santé est Amine Tahraoui.

## Missions et attributions
Le ministère de la Santé est chargé d'élaborer et de gérer toutes les politiques publiques du Maroc en matière de santé (formation, législation, prévention, coopération).   
Le ministère représente le Maroc au niveau des instances internationales de santé comme l'OMS et il élabore des statistiques sur la santé de la population.  
Il assure également une tutelle sur plusieurs établissements de santé :  
- Institut Pasteur
- École Nationale de la Santé Publique
- CHUs.

### Fonctionnement
Il est divisé en une administration centrale située à Rabat et une administration territoriale présente sur l'ensemble du territoire marocain.
Le ministre travaille notamment avec 
- un chef de cabinet, qui dirige des conseillers
- un secrétaire général
- un inspecteur général

L'administration centrale se compose de plusieurs divisions et directions. 

### Liste des ministres de la Santé
- Abdelmalek Faraj (Gouvernement Bekkaï I et II et Gouvernement Balafrej)
- Youssef Belabbès (1958 - 1963)
- Abdelkrim El Khatib (Conseil Hassan II 3) (5 janvier 1963 – 13 novembre 1963)
- Larbi Chraïbi (1963 - 1971)
- Abdelmajid Belmahi (Gouvernement Lamrani I)
- Abderrahmane Thami ou Touhami (Gouvernement Lamrani II et Gouvernement Osman I )
- Ahmed Ramzi (1973-1977)
- Rahal Rahali (1977 - 1985)
- Taieb Bencheikh (Gouvernement Lamrani IV/Laraki)(1985 - 1992)
- Abderrahim Harouchi (Gouvernement Lamrani V, Lamrani VI et Gouvernement Filali I)
- Ahmed Alami (Gouvernement Filali II)
- Abdellatif Guerraoui (Gouvernement Filali III)
- Abdelouahed El Fassi (Gouvernement Youssoufi)
- Thami El Khyari (Gouvernement Youssoufi II)
- Mohamed Cheikh Biadillah (Gouvernement Jettou I) et (Gouvernement Jettou II)
- Yasmina Baddou (Gouvernement El Fassi)
- Houcine El Ouardi (Gouvernement Benkirane)
- Anas Doukkali (Gouvernement El Othmani )[2]
- Khalid Aït Taleb (Gouvernement El Othmani)[3]
- Nabila Rmili (Gouvernement Akhannouch) [4] - Khalid Aït Taleb (Gouvernement Akhannouch)
- Amine Tahraoui (Gouvernement Akhannouch II)

## Annexe

### Textes officiels
- Décret n° 2-94-285 du 17 joumada II 1415 ( 21 novembre 1994 ) relatif aux attributions et à l'organisation du ministère de la santé publique Voir B.O. n° 4286
- Décret n° 2-96-688 du 4 kaada 1417 ( 14 mars 1997 ) complétant le décret royal n° 1178-66 du 22 chaoual 1386 ( 2 février 1967 ) portant statut particulier du personnel du ministère de la santé publique Voir B.O. n°4474